# Русенська єпархія
Русенська єпархія (болг. Русенска епархия) — єпархія Православної церкви Болгарії з катедрою в місті Русе і архієрейськими намісництвами в Разграді, Попово і Тутракані.

## Історія
З XVI століття в Червені, нині село на території Русенської області, перебувала єпископська кафедра.
28 лютого 1870 султан Абдул-Азіз видав фірман про створення Болгарського екзархату; 10 пункт фірману, поділяв екзархат на 15 єпархій, в числі яких була і Рущукська, тобто Русенська.
В 1870 в Константинополі було вирішено об'єднати Русенську і Сілістренську єпархії в єдину Доростоло-Червенську митрополію, з кафедрою в Русе, а в 1872 був обраний правлячий єпископ нової єпархії.
Рішенням п'ятого церковно-народних зборів від 17 грудня 2001 Доростоло-Червенська єпархія була розділена на Русенську і Доростольську єпархію.

## Єпископи

### Червенська єпархія
- Єремія (1590)
- Григорій (1616)
- Калінік (1620)
- Григорій (1635)
- Гавриіл (24 вересня 1638)
- Іосиф (липень 1668 — січень 1671)
- Діонісій (1703)
- Косма (1708)
- Серафім (1710)
- Неофіт I (1769, відсторонений в 1772)
- Неофіт II (січень 1772 -?)
- Феокліт (травень 1829)
- Неофіт (21 жовтня 1832–1840)
- Кирил (травень 1840-1842)
- Сінесій (жовтень 1842-1865)
- Паісій (1 травня 1865 — 11 березня 1868)
- Дорофей (Спасів) (16 грудня 1868-1871)

### Русенська єпархія Болгарської православної церкви
- Неофіт (Димитров) (17 грудня 2001 — 23 березня 2014)
- Наум (Димитров) (з 23 березня 2014)